# Biosenzor

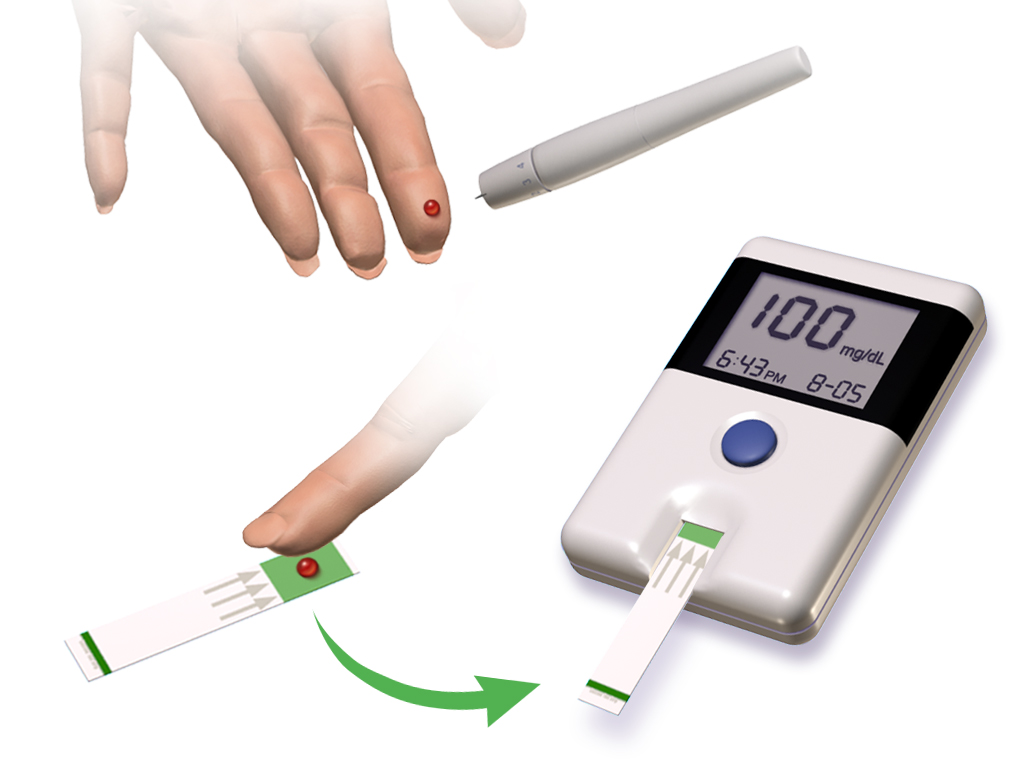
Bandeleta folosită de glucometru are în componența sa un biosenzor ce ajută la determinarea concentrației de glucoză din sânge

Un biosenzor este un dispozitiv analitic folosit pentru detecția unui analit de natură biologică. Ca și structură, un biosenzor este alcătuit dintr-un component biologic și un detector fizico-chimic. Elementul biologic, care poate fi reprezentat de țesut, microorganisme, organite celulare, receptori celulari, enzime, anticorpi, acizi nucleici, etc., are rolul de interacționa, de a se lega sau de a recunoaște analitul corespunzător lui. Componentele biologice pot fi naturale sau realizate cu ajutorul ingineriei biochimice. Detectorul, cu rolul de a transforma semnalul, poate funcționa pe baza mai multor fenomene: optice, piezoelectrice, eletrochimice, etc. Cuantificarea sau măsurarea semnalului analitic cu ajutorul detectorului se realizează în urma interacției dintre analit și elementul biologic.